# Truchseß von Höfingen

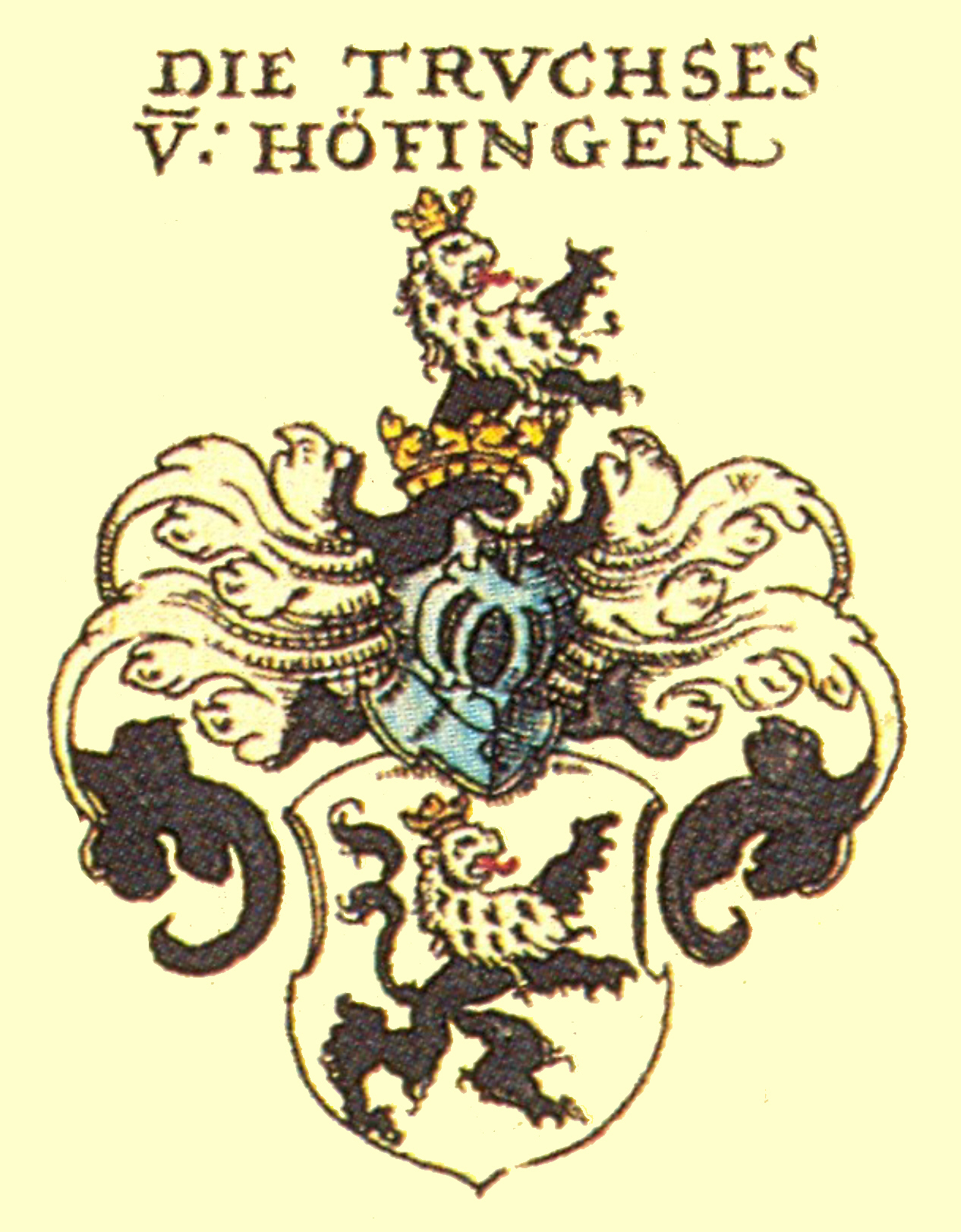
Wappen der Familie Truchseß von Höfingen

Die Truchsessen von Höfingen stammten aus dem Ort Höfingen bei Leonberg und standen als Truchsesse zunächst im Dienst der Grafen bzw. Herzöge von Württemberg, später auch der Markgrafen von Baden.
Das Geschlecht starb 1711 aus. Ein Grabmal eines von Höfingen, des Heinrich Truchseß von Höfingen, ist in der Schlosskirche St. Michael in Pforzheim erhalten; er war badischer Forstmeister auf der Rohrburg bei Durmersheim.

## Persönlichkeiten
- Hans Truchsess von Höfingen († 1576), württembergischer Rat und Obervogt von Tübingen
- Ludwig Truchsess von Höfingen († 1518), deutscher Jurist und Dekan